# 生意就是生意
《生意就是生意》是由奥克塔夫·米尔博创作的三幕法国喜剧。这部舞台剧于1903年4月份在巴黎的法兰西喜剧院上演，继而享誉世界。在俄国，德国，以及美国，更是备受称赞。 1905年 Sydney Grundy 在伦敦将这部喜剧译成了英文版。

## 风俗喜剧
这部作品是一个拥有莫里哀风格的风俗喜剧 。在这个话剧里，米尔博批判法国第三共和国的上层贵族以及企业主们，并认为这两种人都是合法的强盗。
1994-5年，当这部剧在巴黎被表演的时候 （400场演出），有评论说，100年前商界和上层社会的丑陋与现今社会的如出一辙。

## 主人公
这个寓言故事描写的是一个叫 Isidore Lechat 的商人。他是一个没有任何道德的掠夺者，并且他也是现代商界阴谋家的鼻祖。他可以被看成新社会的产品，一个可以从任何情况里赚到钱的个体。他甚至为了钱和权牺牲自己的孩子。他坚持用钱为他的女儿安排一位贵族丈夫，而且帮他的儿子还赌债。可惜不管他拥有多少钱，Lechat 在死亡和爱情面前也无能为力。他的儿子死于车祸，他的女儿拒绝了他安排的婚姻并且跟她的贫穷的恋人私奔了。被认为完美的计划的毁灭对 Lechat 的自负是致命的一击，并使他完全崩溃了。